# 셰어포인트
셰어포인트(SharePoint)는 마이크로소프트 오피스 서버 제품군의 웹 애플리케이션 플랫폼이다. 2001년에 시작된 셰어포인트는 전통적으로 구별되는 응용 프로그램들로서 다양한 기능들을 합쳐놓고 있다.: 인트라넷, 엑스트라넷, 콘텐츠 관리, 문서 관리, 폐쇄형 클라우드, 엔터프라이즈 소셜 네트워크, 엔터프라이즈 검색, 비즈니스 인텔리전스, 워크플로 관리, 웹 콘텐츠 관리, 엔터프라이즈 애플리케이션 스토어.

## 에디션
- 셰어포인트 서버
- 셰어포인트 스탠더드
- 셰어포인트 엔터프라이즈
- 셰어포인트 온라인

## 역사
셰어포인트는 오피스 XP 개발 사이클 도중 "Office Server", "Tahoe"라는 코드명의 프로젝트에서 발전하였다.
"Office Server"는 프론트페이지, 오피스 서버 확장, "Team Pages"에서 발전하였다. 단순한, 상향식 협업을 목표로 두었다.
익스체인지와 "Digital Dashboard"의 공유 기술로 만들어진 "Tahoe"는 하향식 포털, 검색, 문서 관리에 목표를 두었다.

### 버전
- 셰어포인트 포털 서버 2001
- 셰어포인트 팀 서비스 (2002)
- 셰어포인트 서비스 2.0 (free license)
- 셰어포인트 서비스 3.0 (free license)
- 셰어포인트 파운데이션 2010 (free)
- 셰어포인트 파운데이션 2013 (free)
- 셰어포인트 온라인 (플랜 1), 셰어포인트 온라인 (플랜 2)
- 셰어포인트 서버 2016

## 같이 보기
- 저작물 관리 시스템 목록